# 2024년 바르자칸 헬리콥터 추락 사고
2024년 바르자칸 헬리콥터 추락 사고(영어: 2024 Varzaqan helicopter crash)는 2024년 5월 19일, 이란의 바르자칸에서 타브리즈로 향하던 벨 212 헬리콥터가 추락한 사건이다. 헬기에는 이란 대통령 에브라힘 라이시, 외무장관 호세인 아미르압돌라히안, 동아제르바이잔 주지사 말레크 라흐마티, 동아제르바이잔 최고 지도자 대표 모함마드 알리 알레하셈 등이 탑승하고 있었다. 이 사고로 이란 대통령 에브라힘 라이시가 사망했다.
이 사고는 라이시 대통령이 이란 동부 아제르바이잔 졸파 시 근처, 아제르바이잔-이란 국경 지역을 순방하던 중 발생했다. 이란 이슬람 공화국 방송은 폭우와 안개, 강풍 등 악천후와 울창한 산림지형으로 인해 구조활동이 어려움을 겪었다고 보도했다. 드론, 수색 구조팀, 특수훈련견, 코페르니쿠스 위성 시스템 등이 추락에 대한 수색을 지원했다.

## 배경

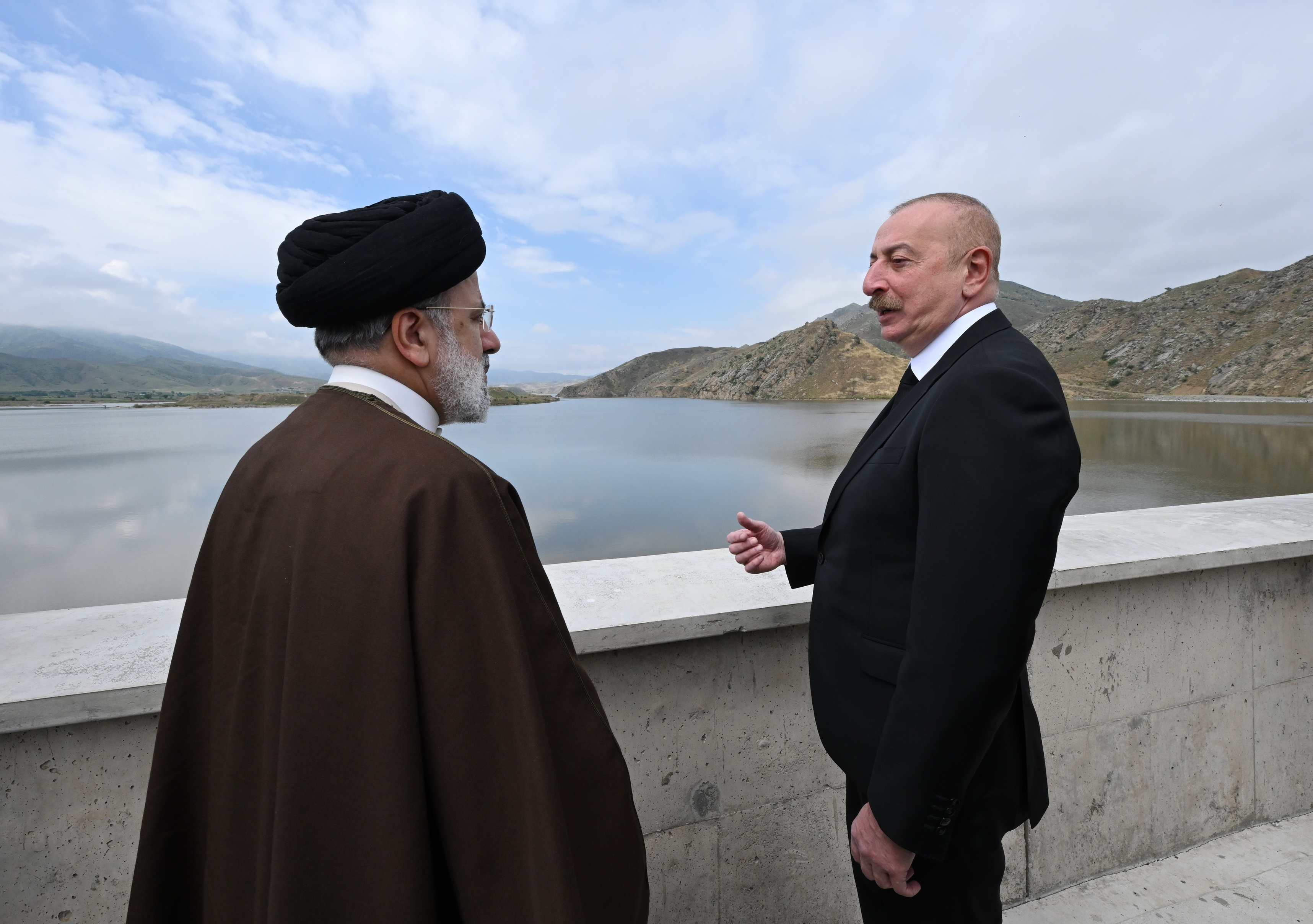
추락 몇 시간 전 촬영된 아제르바이잔-이란 국경에 있는 라이시 대통령 (왼쪽) 과 알리예프 대통령 (오른쪽)

2024년 5월 19일, 이란 에브라힘 라이시 대통령은 코다 아파린 수력발전 단지를 시찰하고 아제르바이잔 대통령 일함 알리예프와 함께 아라스강에서 이란과 아제르바이잔이 진행하는 세 번째 협력 프로젝트인 기즈 갈라시 수력발전 단지 준공식에 참석하기 위해 아제르바이잔을 방문했다. 추락 하루 전, 이란 기상청은 해당 지역에 주황색 기상 경보를 발령했다.

## 추락
기즈 갈라시 준공식이 진행된 후, 라이시 대통령과 외무장관 호세인 아미르압돌라히안 외무장관, 말렉 라흐마티 동아제르바이잔주 주지사, 모하마드 알리 알레하솀 동아제르바이잔 최고 지도자 라이시의 경호팀장인 사다르 세예드 메흐디 무사비, 두 명의 조종사와 한 명의 비행 기술자를 태운 헬리콥터가 다른 두 대의 헬리콥터와 함께 정유 공장 준공식에 참여하기 위해서 타브리즈로 출발했다. 이란 표준시 (UTC+03:30 )로 약 13:30에 라이시를 태운 헬리콥터는 동아제르바이잔주 우지 마을 근처에 추락했다.나머지 두 대의 헬리콥터를 타고 이동한 알리 아크바르 메라비안 에너지부 장관과 메흐다드 바즈르파시 주택교통부 장관는 이후 타브리즈에 무사히 도착했다.

## 구조
추락에 대한 뉴스는 16:00에 처음 전해졌으며, 이때 이란 이슬람 공화국 방송과 아마드 바히디 내무장관은 추락을 악천후와 안개로 인한 경착륙이라고 설명했다. 이란 이슬람 공화국군의 참모총장인 모하마드 바게리 소장은 모든 부대에게 구조 작전에 모든 자원을 투입하라고 명령했지만 짙은 안개로 인해 바르자칸의 수색 및 구조 활동에 어려움을 겪었다. 이란군은 20시 39분에 추락 현장 근처로 접근했으며, 이란 적신월사 소속 구조대 40팀과 무인 항공기가 사고 현장으로 파견되었다.
야네즈 레나르치치 유럽연합 위기관리 담당 집행위원은 유럽 연합이 이란의 요청에 따라 코페르니쿠스 비상 관리 서비스 (신속 대응 위성 서비스)를 활성화할 것이라고 발표했다.아르메니아, 아제르바이잔, 이라크, 카타르, 튀르키예, 러시아 등의 국가들이 수색에 도움을 주겠다고 제안했다.
튀르키예 재난비상관리국은 이란이 튀르키예에 야간 투시경과 탐색 구조 헬리콥터의 지원을 요청했다고 밝혔으며, 그 외에도 튀르키예 정부는 구조대원 32명과 차량 6대를 지원할 것을 약속했다. 튀르키예가 이란의 요청을 받아 제공한 바이락타르 아킨시 무인항공기가 촬영한 영상에 따른 좌표에 따르면 추락현장은 아제르바이잔-이란 국경에서 남쪽으로 20km 떨어진 가파른 산 경사면에 위치해 있다.

5월 19일 말, 이란 이슬람 공화국 방송은 헬리콥터가 발견되었으며, 꼬리를 제외하고 전소된 상태이며, 충돌 현장에 생명의 흔적이 없다고 보도했다.

## 여파
라이시는 1981년 폭탄테러로 사망한 모하마드 알리 라자이에 이어 두 번째로 임기 중 사망한 이란 대통령이 되었다. 이란의 대통령 계승 서열에 따라 대통령 권한 대행은 이란 부통령인 모하마드 모크베르이 맡게 되며, 이란 법에 따라 6개월 이내에 새로운 대통령 선거를 치러야 한다. 5월 20일, 이란 내각은 정부가 중단 없이 계속 운영될 것이라고 말했다.
알리 하메네이 최고지도자는 국민들에게 애도를 당부하면서 “국가 행정이 전혀 차질을 입지 않을 것이기 때문에 국민은 걱정하거나 불안해할 필요가 없다”고 말했다. 라이시를 위한 애도식은 전국 각지의 도시에서 열렸으며, 이는 국영 방송사를 통해 방영되었다. 정부는 국무회의를 취소하고 대신 긴급회의를 소집했으며, 최고국가안전보장회의 고위 관리들이 타브리즈를 방문했다.

## 반응

### 정부
수색 작업이 진행될 동안 일함 알리예프 아제르바이잔 대통령, 나렌드라 모디 인도 총리, 셰바즈 샤리프 파키스탄 총리,레제프 타이이프 에르도안 튀르키예 대통령, 모하메드 무이주 몰디브 대통령, 미겔 디아스카넬 쿠바 대통령, 아프가니스탄, 쿠웨이트, 러시아, 사우디아라비아, 카타르 외무부 장관들이 위로의 뜻을 전했으며. 라이시와 탑승자들의 사망이 공식적으로 발표된 후, 여러 나라에서 애도의 뜻을 표했다.

### 무장 단체
이란의 지원을 받고 있는 몇몇 이슬람 무장단체들은 애도를 표했다. 예멘 후티 최고혁명 후티 최고 혁명 위원회 위원장인 모하메드 알리 알후티는 이란 국민과 지도부, 라이시 대통령 가족과 그의 대표단에게 순교 소식에 대해 애도를 표했다. 하마스는 성명을 통해 라이시 대통령을 "명예로운 지지자"라고 부르며 사망을 애도했다. 또한 헤즈볼라는 라이시의 반이스라엘 단체에 대한 지지를 언급하면서 " 저항군의 수호자"라고 묘사하면서 애도했다.

## 같이 보기
- 2024년 항공 관련 사건사고
- 상업용 항공기와 관련된 사고 및 사건 목록
- 헬리콥터 관련 사고 및 사건 목록
- 이란 항공 사고 및 사건 목록
- 항공 사고 및 사건으로 사망한 국가 및 정부 수반 목록
- 안개